# Теренція Варрона
Теренція Варрона (*Terentia, 98 до н. е. — 4) — громадська та політична діячка пізньої Римської республіки.

## Життєпис
Походила з впливового роду нобілів Теренцієв. Була родичкою вченого Марка Теренція Варрона. Отримала у спадок від батьків маєтки, що давали прибуток 80 тисяч сестерціїв на рік. У 79 або 76 році до н. е. вийшла заміж за Марка Туллія Цицерона. Активно допомагала своєму чоловікові у громадянських та політичних справах. Також керувала усіма господарськими роботами, використанням спільного майна.
Під час заслання Цицерона у 58 році до н. е. на схід Теренція домагалася його повернення, організовувала сенаторів й прихильників свого чоловіка, щоб дати йому можливість відновити політичну кар'єру. Значною мірою завдяки клопотанню Теренції у 57 році до н. е. Цицерон повернувся до Риму.
Під час громадянської війни між Гаєм Цезарем та Гнеєм Помпеєм Теренція залишилася у Римі, де займалася збереженням родинного майна, керувала фінансами. Така самостійність дружини все більше викликала невдоволення Цицерона. Зрештою вони розлучилися у 46 році до н. е. Після завершення громадянської війни у 44 році вона вийшла заміж за Гая Саллюстія. Але у 35 році до н. е. овдовіла. Незабаром вийшла заміж за Марка Мессалу, але швидко розлучилася. З цього часу не втручалася у політичні справи, займаючись благочинністю. Померла у 4 році н. е.

## Родина
1. Чоловік — Марк Туллій Цицерон
Діти:
- Туллія Цицероніс
- Марк Туллій Цицерон Молодший

2. Чоловік — Гай Саллюстій Крісп
3. Чоловік — Марк Валерій Корвін Мессала